# Salesio Balsano
Salesio Balsano (Palermo, 1819 – Palermo, 4 settembre 1894) è stato un politico italiano.

## Biografia
Di origini aristocratiche, la sua famiglia proveniva dalla provincia di Palermo, in particolare da Vicari, piccolo comune dell'entroterra, dove durante il periodo borbonico ricoprì importanti cariche politiche istituzionali.
Nel 1848 fu a capo del governo provvisorio cittadino nei settori civile, istruzione pubblica e commercio.

### Sindaco di Palermo
Dopo la proclamazione dell'unità d'Italia fu eletto come primo sindaco di Palermo dal luglio 1861 all'agosto 1862; ricoprì la carica in una seconda occasione, dall'aprile 1866 all'ottobre 1868, ed ancora dal settembre 1880 al dicembre 1881.